# Joe Ford (cầu thủ bóng đá)
Joseph Bertram Ford (7 tháng 5 năm 1886 – sau 1914) là một cầu thủ bóng đá người Anh. Ông thường thi đấu ở vị trí ở vị trí tiền đạo. Ông sinh ra ở Northwich, Cheshire, thi đấu cho Witton Albion, Crewe Alexandra, Manchester United, Nottingham Forest và Goole Town.